# Lose Control (Matt Simons)
Lose Control is een nummer uit 2016 van de Amerikaanse singer-songwriter Matt Simons. Het nummer is afkomstig van zijn album When the Light Comes Down.
De beat in het nummer is verzorgd door het Nederlandse dj-duo Deepend, die in 2015 ook een wereldwijde hit scoorden met een deephouse-remix van Matt Simons' nummer Catch & Release. "Lose Control" had minder succes dan de remix van Catch & Release. In Nederland haalde het nummer de 3e positie in de Tipparade, en in Vlaanderen de 6e positie in de Tipparade.